# Le Déménagement (roman)
Pour les articles homonymes, voir Le Déménagement.
Le Déménagement est un roman de Georges Simenon, paru en 1967.
Simenon achève l'écriture de ce roman à Épalinges (canton de Vaud), en Suisse, le 27 juin 1967.

## Résumé
Émile Jovis quitte le vieil appartement de la rue des Francs-Bourgeois où il demeurait depuis des années, pour s'installer, avec les siens, à Clairevie, lotissement moderne de la banlieue. De cette nouvelle installation, Jovis se promet beaucoup de bonheur.
Bientôt, il doit convenir que Clairevie, où chacun s'isole dans un anonymat sans âme, ne remplace que difficilement l'environnement humain de Paris. Par ailleurs, Jovis fait, à la faveur d'une cloison mal insonorisée, une singulière découverte. Son voisin, Jean Farran, appartient au milieu, il tient une boîte à strip-tease près des Champs-Elysées et est mêlé à un gang de voleurs de voitures. Chaque nuit, Jovis recueille à travers la cloison des échos de la vie la plus intime de Farran et de sa compagne, ainsi que des indications sur les menées du gangster. C'est pour lui une puissante révélation que celle de la vie criminelle, de la perversité, de l'impudeur. Il est comme fasciné et n'a de cesse qu'il n'en ait appris davantage. Un soir, il se rend au « Carillon », la boîte de Farran. Tandis qu'une entraîneuse le soûle et s'offre à lui, Émile a l'impression, dans ce bar, d'être pris dans une sorte de piège, alors qu'on en veut simplement à son argent. Par défi, mais aussi pour affirmer une « liberté » soudain conquise, Jovis se met à parler imprudemment, montrant qu'il est au courant de certaines choses. Quand il sort du cabaret, une rafale de mitraillette l'abat sur le trottoir. Il meurt en demandant pardon aux siens.

## Aspects particuliers du roman
À travers le dépaysement d’une famille bourgeoise transplantée dans la banlieue verte de Paris, se dégage le drame d’un homme attiré par un interdit qu’il ne connaît d’abord qu’en imagination : il paie de sa mort la transgression qu'il a commise en y pénétrant.

## Fiche signalétique de l'ouvrage

### Cadre spatio-temporel

#### Espace
Paris et sa banlieue. 

#### Temps
Époque contemporaine.

### Les personnages

#### Personnage principal
Emile Jovis. Directeur d’une agence de voyages. Marié, un fils. Environ 35 ans.

#### Autres personnages
- Blanche Jovis, épouse d’Emile, et Alain, leur fils, lycéen
- Jean Farran, voisin de Jovis et gérant du « Carillon-Doré »
- Irène et Alexa, entraîneuses au « Carillon-Doré ».

## Éditions
- Édition originale : Presses de la Cité, 1967
- Tout Simenon, tome 13, Omnibus, 2003  (ISBN 978-2-258-03303-0)
- Livre de poche n° 32767, 2012  (ISBN 978-2-253-16885-0)
- Romans durs, tome 12, Omnibus, 2013  (ISBN 978-2-258-09399-7)
- Romans durs, tome 12, Omnibus, 2023  (ISBN 978-2-258-20269-6)

## Source
- Maurice Piron, Michel Lemoine, L'Univers de Simenon, guide des romans et nouvelles (1931-1972) de Georges Simenon, Presses de la Cité, 1983, p. 234-235  (ISBN 978-2-258-01152-6)